# Hugo Wolf
Hugo Wolf (Slovenj Gradec, 1860. március 13. – Bécs, 1903. február 22.) fiatalon elhunyt osztrák zeneszerző. Elsősorban nagyszámú dalairól ismert.

## Élete
Egy osztrák bőrkereskedő fiaként született, és eleinte édesapjától kapott bizonyos mértékű zenei oktatást. Később másfél éven át a bécsi konzervatóriumban tanult, de onnan – vitatott módon – kizárták. Ezt követően sikertelenül próbálkozott tanítással és vezényléssel, majd a zenekritika felé fordult. Fanatikus Wagner-párti és Brahms-ellenes nézeteivel sok ellenséget szerzett magának. 1897-ben pszichotikus tévhitévé vált, hogy kinevezték Gustav Mahler helyére a Bécsi opera igazgatójának. Egy évre elmegyógyintézetbe került, majd elbocsátása után összevissza kóborolt. Öngyilkossági kísérlete után ismét elmegyógyintézetbe került, és itt is halt meg 1903-ban alig 43 éves korában.

## Művei
A zenei dal legnagyobb mestereinek egyike volt. Összesen 232 dalt írt, nagyobbrészt Mörike, Eichendorff, Goethe, illetve egyéb spanyol és olasz költők szövegére. Ezekben, az úgynevezett „pszichologikus dalokban” a zene és a vers olyan bensőségesen és pontosan átjárják egymást, hogy sokan Wolfot tekintik a német Lied utolsó, és legnagyobb képviselőjének.
Operái Der Corregidor (1895); Manuel Venegas, nevezetesebb zenekari művei Penthesilea (szimfonikus költemény nagy zenekarra, 1883), és Italienisehe Serenade (kis zenekarra, 1894) címmel jelentek meg.